# Karl Wilhelm Julius Werkenthin
Karl Wilhelm Julius Werkenthin (* 9. August 1826 in Berlin; † 28. Januar 1887 in Homburg vor der Höhe) war ein deutscher Schauspieler, Sänger und Regisseur.

## Leben
Karl Wilhelm Julius Werkenthin war ein Sohn des Malermeisters Karl Wilhelm Adolf Werkenthin und dessen Frau, der Stickerin Friederike Wilhelmine, geborene Wollin. Der Berliner Musikdirektor Albert Werkenthin war sein jüngerer Bruder.
Werkenthin begann 1846 als Chorist am Königstädtischen Theater in Berlin, war 1846–1848 am Stadttheater Königsberg, eine kurze Zeit in Kiel und als Sänger am Friedrich Wilhelmstädtischen Theater Berlin. In den Spielzeiten 1851–1853 war er in Köln und Aachen, 1853–1862 und erneut 1870–1886 am Stadttheater Frankfurt am Main. Zwischenzeitlich war er 1862–1870 als Schauspieler und Regisseur in Hannover. In den letzten Jahren trat er nur als Schauspieler auf.
Karl Wilhelm Julius Werkenthin heiratete 1853 in Frankfurt am Main als „Mitglied des hiesigen Stadttheaters – aus Berlin“ Agnes Friedericke Therese Christiana Pauline, geb. Plock (1827–1858), Tochter des Theaterschauspielers Ernst Ludwig Plock (1800–1843). Nach deren frühem Tod heiratete er 1885 in zweiter Ehe Sophie, geb. Schlüter (1827–1895). Er verstarb 1887 in seinem 61. Lebensjahr als „pensionierter Schauspieler“.